# Paracallionymus costatus
Paracallionymus costatus es una especie de peces de la familia Callionymidae en el orden de los Perciformes.

## Morfología
• Los machos pueden llegar alcanzar los 15 cm de longitud total.

## Hábitat
Es un pez de mar y de aguas profundas que vive entre 55-400 m de profundidad.

## Distribución geográfica
Se encuentra en Mozambique, Namibia y Sudáfrica.

## Observaciones
Es inofensivo para los humanos